# 24Kitchen
24Kitchen es un canal de televisión por suscripción internacional, que transmite programación relacionada con la gastronomía, la comida y cocina. La cadena fue lanzada por Fox Networks Group, siendo propiedad actual de la filial Disney Entertainment de The Walt Disney Company. Está presente en los Balcanes, Bulgaria, Países Bajos y Portugal.

## Historia
El canal fue lanzado por vez primera en los Países Bajos por la filial Fox Networks Group Benelux en cooperación con Jan Dekker Holding, un consorcio local. La señal también está disponible en HD. Se lanzó el 1 de octubre de 2011. Un mes antes del lanzamiento se mostró un canal de vista previa en la plataforma UPC Netherlands.
La versión portuguesa está inspirada en su homóloga holandesa, con contenidos y programación original, series internacionales y cocineros locales. Fue lanzado por Fox Networks Group Portugal en 2012 en Portugal y África. Los chefs locales incluyen Ljubomir Stanisic y Rodrigo Meneses, quienes fueron concursantes de la versión portuguesa de MasterChef. Filipa Gomes, con su estilo rockabilly y pin-up de los años 50, presenta el programa diario Prato do Dia (Plato del día) y el resto es programación importada relacionada con la cocina internacional. 
Posteriormente le siguieron versiones localizadas en los Balcanes y Turquía.
El 20 de marzo de 2019, The Walt Disney Company adquirió 21st Century Fox, incluyendo Fox Networks Group y todas las señales de 24Kitchen. 
El 13 de diciembre de 2020, ciertos programas selectos de 24Kitchen estuvieron disponibles para transmitir en la sección de Star en Disney+ en los Países Bajos, Portugal y varios países.  
El 31 de julio de 2023, Disney cerró la versión turca del canal.